# Anna Burns
Pour les articles homonymes, voir Burns.
Anna Burns, née en 1962 à Belfast, est une écrivaine nord-irlandaise. Elle s'installe d'abord à Londres en 1987, puis dans le Sussex de l'Est.

## Biographie
Anna Burns a grandi à Belfast, pendant la période des Troubles, un conflit qui va durer pendant trois décennies dans la province britannique. S'inspirant de son expérience, elle dédie plusieurs romans à cette thématique.
Son premier roman, No Bones, est le récit de la vie d'une jeune fille qui grandit à Belfast durant le conflit nord-irlandais.
En octobre 2018, l'écrivaine remporte le prestigieux prix Booker pour son roman Milkman, une fiction sur la guerre civile, en Irlande du Nord. Le livre relate la violence militaire mais aussi sociale au travers du regard d’une jeune fille de 18 ans, confrontée au harcèlement d'un homme beaucoup plus âgé qu'elle qui appartient à une milice paramilitaire catholique. Elle devient la première romancière Nord-Irlandaise à remporter ce prix. Elle remporte une récompense de 50 000 £ (environ 56 500 €) mais surtout une notoriété internationale immédiate qui devrait se répercuter sur les ventes.

### Romans
- No Bones (2001)
- Little Constructions (2007)[5]
- Milkman (2018), prix Orwell 2019- traduit en français sous le titre Milkman par Jakuta Alikavazovic, Paris, Éditions Joëlle Losfeld, coll. « Littérature étrangère », 2021, 352 p.  (ISBN 978-2-07-285350-0)- Éditions Gallimard, Folio, 2020  (ISBN 978-2-07-296407-7)

### Prix
- Lauréate de l'édition 2001 du Winifred Holtby Memorial Prize[6].
- Sélectionné pour l'édition 2002 du Baileys Women's Prize for Fiction (No Bones)
- Lauréate pour l'édition 2018 du Prix Booker (Milkman)[7]